# 開寶重定本草
《開寶本草》全稱《開寶重定本草》，凡20卷，目录1卷，宋開寶六年尚藥奉御劉翰、道士馬志，翰林醫官翟煦、張素、王從蘊、吳復圭、王光祐、陳昭遇、安自良等九人編著。
宋開寶六年（973年）詔尚藥奉御劉翰、道士馬志等九人以《新修本草》、《蜀本草》為藍本，“刊正別名，增益品目。”，《開寶新詳定本草》20卷撰成。開寶七年（974年），宋太祖再次詔命劉翰、馬志等人重新修訂。盧多遜、李昉、王祐、扈蒙等又以陳藏器《本草拾遺》重校，再取《唐蜀本草》詳校，稱為《開寶重定本草》，共收載藥物984種，新增的134種藥物，許多新藥如：乌药、蛤蚧、南燭、赤箭（天麻）、延胡素、没药、五灵脂、使君子、白豆蔻、山豆根等皆首見於本書。原书已佚，部分内容摘錄自《证类本草》。